# Olof Palme
Olof Palme tên đầy đủ là Sven Olof Joachim Palme Olof Palmeⓘ (30 tháng 1 năm 1927 – 28 tháng 2 năm 1986) là một chính trị gia Thụy Điển. Ông nổi tiếng với chủ trương hoà bình, chống chiến tranh trên toàn thế giới.
Palme là người lãnh đạo Đảng Dân chủ Xã hội Thụy Điển từ năm 1969 tới ngày bị ám sát năm 1986. Ông cũng làm thủ tướng Thụy Điển hai lần, đứng đầu chính phủ từ năm 1969 tới năm 1976 và lần thứ hai từ 1982 tới khi chết. Vụ ám sát Palme là vụ ám sát chính trị gia đầu tiên trong lịch sử Thụy Điển hiện đại và có tác động lớn lao khắp vùng Scandinavia.

## Tiểu sử
Palme sinh tại khu Östermalm, thành phố Stockholm, Thụy Điển, trong một gia đình thuộc giai cấp thượng lưu, bảo thủ. Cha gốc người Hà Lan còn mẹ, Freiin von Knieriem, gốc người vùng Baltic. Dù thuộc giai cấp thượng lưu, nhưng khuynh hướng chính trị của ông lại chịu ảnh hưởng của lý tưởng Dân chủ Xã hội. Ông đã du hành sang các nước thuộc Thế giới thứ ba, cũng như sang Hoa Kỳ – nơi ông nhìn thấy sự bất bình đẳng kinh tế sâu xa và Sự phân biệt chủng tộc ở Hoa Kỳ, do đó đã giúp ông xác định quan điểm chính trị của mình.
Được cấp một học bổng, ông sang Hoa Kỳ học ở trường Kenyon College, Ohio trong năm 1947–1948, tốt nghiệp bằng B.A. trong thời gian chưa đầy 1 năm. Được gợi hứng từ việc tranh luận triệt để trong cộng đồng sinh viên, ông đã viết một bài khảo luận phê bình quyển The Road to Serfdom của Friedrich Hayek. Palme cũng viết một luận văn vinh danh Liên hiệp Công nhân Ô tô Hoa Kỳ AFL, thời đó do Walter Reuther lãnh đạo. Sau khi tốt nghiệp, ông du hành khắp nước Mỹ và cuối cùng tới Detroit, nơi người hùng Reuther của ông đồng ý cho ông phỏng vấn trong nhiều giờ. Trong các năm sau, trong nhiều cuộc thăm viếng Hoa Kỳ, Palme thường nhận xét rằng nước Mỹ đã làm cho mình trở thành một người theo chủ nghĩa xã hội.
Sau khi du hành khắp nước Mỹ bằng cách đứng bên vệ đường giơ ngón tay xin quá giang, ông trở về Thụy Điển để học luật tại trường Đại học Stockholm. Trong thời gian này, Palme tham gia các hoạt động chính trị của sinh viên trong hội Liên hiệp sinh viên quốc gia Thụy Điển. Năm 1951, ông trở thành hội viên Hiệp hội sinh viên Dân chủ Xã hội ở Stockholm, tuy nhiên có sự xác nhận là ông không tham dự các cuộc họp chính trị của họ trong thời gian này. Năm sau, ông được bầu làm chủ tịch Hội Liên hiệp sinh viên quốc gia Thụy Điển.
Palme cho rằng mình trở thành người theo chủ nghĩa xã hội là do 3 nguồn ảnh hưởng chính sau đây:
- Năm 1947, ông tham dự cuộc tranh luận về thuế má giữa nhà Dân chủ Xã hội Ernst Wigforss, nhà bảo thủ Jarl Hjalmarson và nhà tự do Elon Andersson;
- Thời gian cư trú ở Hoa Kỳ trong thập niên 1940 làm cho ông nhận thức rõ sự phân chia giai cấp ở đây quá lớn và việc kỳ thị chủng tộc (đối với người da đen) quá nhiều; và
- Một chuyến đi sang châu Á năm 1953 đã mở mắt cho ông thấy rõ các hậu quả của chủ nghĩa thực dân và chủ nghĩa đế quốc.

## Sự nghiệp chính trị
Năm 1953, Palme được thủ tướng Tage Erlander của đảng Dân chủ Xã hội tuyển vào làm trong Nha thư ký của ông ta. Từ năm 1955 Palme là thành viên trong Liên đoàn thanh niên Dân chủ Xã hội Thụy Điển và thuyết trình ở trường Bommersvik của Liên đoàn.
Năm 1957 ông được bầu làm nghị sĩ quốc hội Thụy Điển (riksdagsledamot).
Olof Palme giữ nhiều chức vụ trong nội các từ năm 1963. Năm 1967 ông trở thành Bộ trưởng bộ Giáo dục, và năm sau, ông là mục tiêu hứng chịu sự chỉ trích nặng nề của các sinh viên cánh tả, phản đối chương trình cải cách đại học của chính phủ. Khi lãnh tụ đảng Tage Erlander từ chức năm 1969, Palme được bầu làm lãnh tụ trong kỳ Đại hội của đảng Dân chủ Xã hội, và kế thừa Erlander, làm thủ tướng.
Cùng với Raoul Wallenberg và Dag Hammarskjöld, Palme trở thành một trong các người Thụy Điển nổi tiếng quốc tế nhất trong thế kỷ 20, vì trong thời gian 125 tháng ở cương vị thủ tướng, ông đã chống đối dữ dội chính sách đối ngoại của Hoa Kỳ, và việc ông bị ám sát.
Người được Palme che chở và cũng là đồng minh chính trị, Bernt Carlsson, được Liên Hợp Quốc bổ nhiệm làm ủy viên phụ trách Namibia vào tháng 7/1987, cũng bị chết không đúng lúc, trên chuyến bay Pan Am Flight 103 bị rớt ngày 2.12.1988 khi trên đường trở về trụ sở Liên Hợp Quốc dự lễ ký Thỏa ước New York vào hôm sau.
Palme được cho là đã có tác động sâu xa tới tình cảm của nhiều người; ông rất được các người cánh tả ưa thích, nhưng cũng bị cánh hữu ghét. Điều đó một phần là do các hoạt động quốc tế của ông ta, đặc biệt các hoạt động chống Hoa Kỳ, và phần khác là do phong cách tranh luận hùng hổ và nói thẳng của ông.

## Chính sách

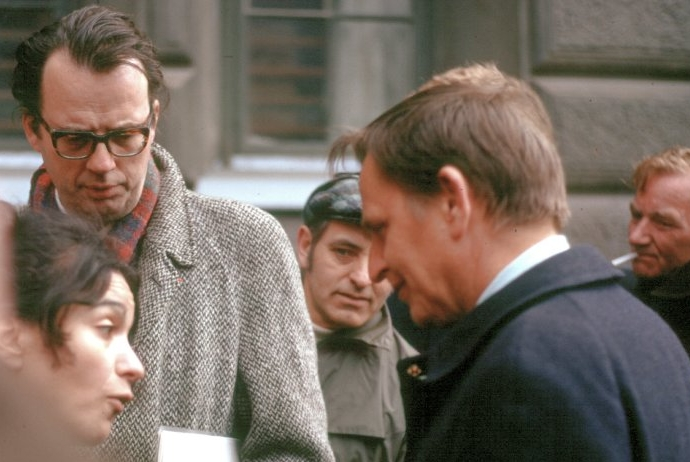
Olof Palme tại Norra Bantorget, ngày 1.5.1973

Là lãnh đạo thế hệ mới của Đảng Dân chủ Xã hội Thụy Điển, Olof Palme thường được mô tả là người cách tân cách mạng.
Tại quốc nội, quan điểm xã hội của ông ta – nhất là việc Đảng Dân chủ Xã hội lèo lái mở rộng ảnh hưởng của Liên minh Lao động trên kinh doanh – đã gây ra nhiều thái độ thù địch từ những người Thụy Điển có khuynh hướng bảo thủ. Ngay trước khi bị ám sát, Palme đã bị cáo buộc là thân-Xô Viết và không bảo vệ đầy đủ lợi ích quốc gia của Thụy Điển. Bởi vậy đã có các xếp đặt cho ông ta đi Moskva để thảo luận nhiều vấn đề tranh chấp song phương, trong đó có vấn đề được cho là tàu ngầm Liên Xô đã xâm nhập hải phận của Thụy Điển (xem U 137).
Trên bình diện quốc tế, Palme được nhiều người nhìn nhận là một nhân vật chính trị tiếng tăm vì:
- việc chỉ trích gay gắt Hoa Kỳ về chiến tranh Việt Nam;
- lớn tiếng chống đối việc Liên Xô nghiền nát cuộc nổi dậy Mùa xuân Prague;
- cuộc vận động chống phổ biến vũ khí hạt nhân;
- chỉ trích chế độ Franco ở Tây Ban Nha;
- chống đối chế độ phân biệt chủng tộc Nam Phi và ủng hộ việc trừng phạt kinh tế đối với chế độ này;
- ủng hộ – cả chính trị và tài chính – cho Đại hội Dân tộc Phi (ANC) và Tổ chức giải phóng Palestine (PLO); cùng
- gặp chủ tịch Fidel Castro của Cuba.

Tất cả các việc đó chắc chắn đã gây cho Palme nhiều kẻ thù (cũng như bạn) ở nước ngoài.

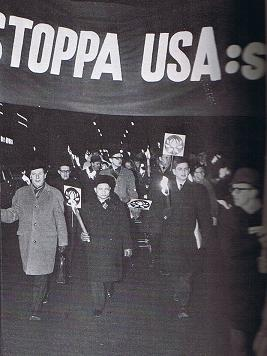
Olof Palme đi biểu tình ở Stockholm sát cánh với đại sứ Việt Nam Dân chủ Cộng hòa Nguyễn Thọ Chân tháng 2/1968

Ngày 21.2.1968, Palme (lúc đó là bộ trưởng bộ Giáo dục) tham gia một cuộc tuần hành phản đối Mỹ can thiệp vào chiến tranh Việt Nam ở Stockholm, cùng với đại sứ Việt Nam Dân chủ Cộng hòa ở Liên Xô Nguyễn Thọ Chân, do Ủy ban Thụy Điển cho Việt Nam tổ chức, cả Palme và ông Chân đều được mời phát biểu ý kiến. Do việc này, Hoa Kỳ đã triệu hồi đại sứ của mình ở Thụy Điển về, và Palme bị phe đối lập chỉ trích dữ dội về việc tham gia cuộc tuần hành phản đối đó.
Ngày 23.12.1972, Palme (lúc này làm thủ tướng) đọc bài diễn văn trên đài phát thanh quốc gia Thụy Điển, so sánh việc Hoa Kỳ ném bom Hà Nội đang diễn ra với một số hành động tàn bạo trong lịch sử, tức cuộc ném bom Guernica, các cuộc tàn sát Oradour-sur-Glane, Babi Yar, Katyn, Lidice và Sharpeville, cùng việc tiêu diệt các người Do Thái và các nhóm khác ở Treblinka. Chính phủ Hoa Kỳ gọi việc so sánh này là lời "lăng mạ bỉ ổi" và một lần nữa quyết định đóng băng quan hệ ngoại giao của mình với Thụy Điển (lần này kéo dài trên một năm).
Dù vậy, trên thực tế Thụy Điển vẫn bí mật hợp tác quân sự rộng rãi với khối NATO trong thời gian dài, và ngay cả dưới sự bảo vệ an ninh của lực lượng quân sự Mỹ (xem Sự trung lập của Thụy Điển trong Chiến tranh lạnh).
Được hỏi về Palme, cựu bộ trưởng ngoại giao Hoa Kỳ Henry Kissinger đã một lần trả lời rằng mình thường không thích người mà mình đồng ý với và thường thích người mà mình bất đồng ý kiến, và nói thêm cách lạnh lùng: "Vậy Palme, Tôi thích - rất thích".,

## Cuộc ám sát

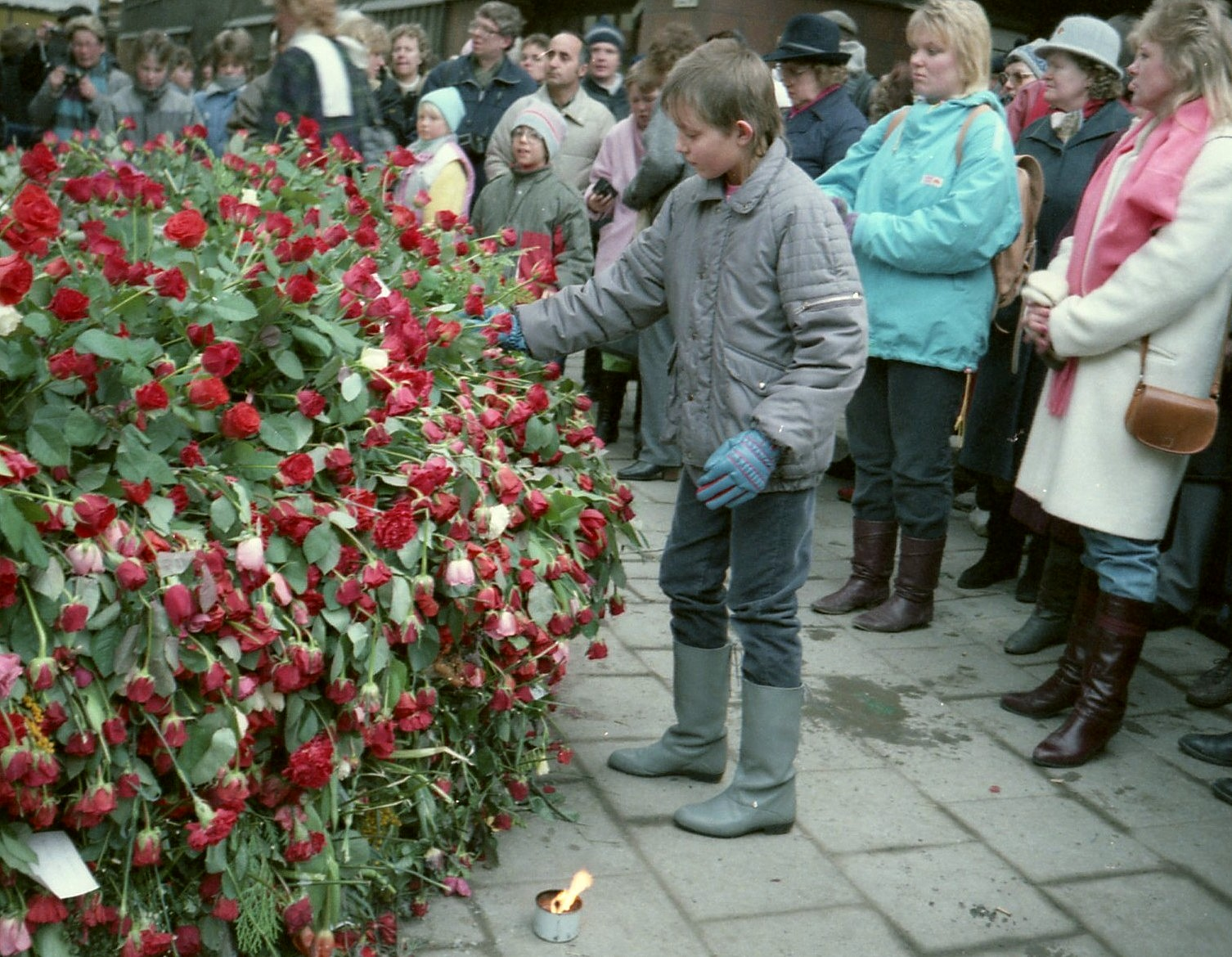
Dân chúng thương tiếc Palme khi ông bị ám sát ở Stockholm 1986

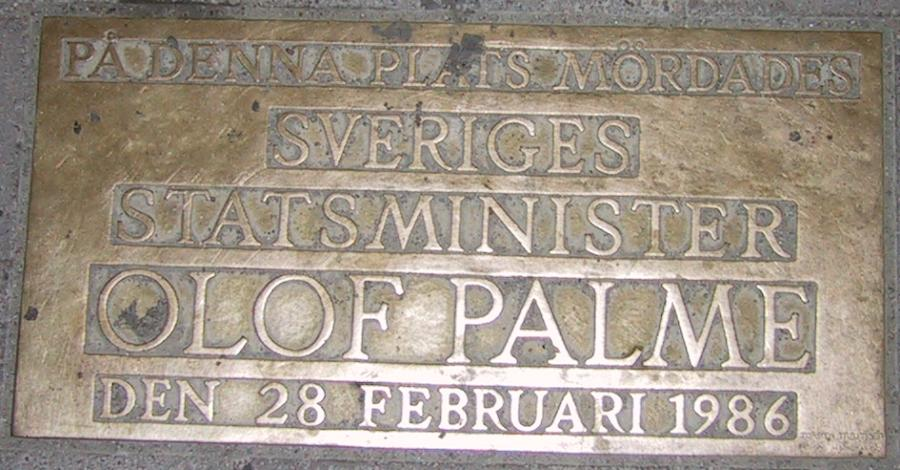
Tấm biển tưởng niệm tại chỗ Olof Palme bị ám sát, góc đường Sveavägen-Olof Palme ở Stockholm.

Olof Palme thường được thấy đi lại không có sự che chở của vệ sĩ, và đêm mà ông bị ám sát cũng vậy. Từ một rạp cinema đi bộ về nhà với bà vợ Lisbet Palme trên đường phố Sveavägen ở trung tâm Stockholm, lúc gần nửa đêm ngày 28.2.1986, cặp vợ chồng này đã bị một tay súng tấn công. Palme đã trúng viên đạn chí tử từ lưng lúc gần 23 giờ 21 (giờ CET). Một phát súng thứ hai làm cho bà Lisbet Palme bị thương. Cho tới ngày 10 tháng 6 năm 2020, các công tố viên Thụy Điển tuyên bố công khai rằng họ biết kẻ đã giết Palme và đặt tên là Stig Engström , còn được gọi là "Người đàn ông Skandia".
Cảnh sát cho biết một người tài xế taxi đã dùng máy radio di động của mình để báo động. Hai cô gái trẻ ngồi trong một xe gần nơi tai nạn cũng đã tới cứu giúp thủ tướng. Ông được đưa gấp vào bệnh viện Sabbatsberg (Sabbatsbergs sjukhus) nhưng đã được loan báo là đã từ trần khi tới bệnh viện, lúc 00 giờ 06 (giờ CET) ngày 1.3.1986. Bà Palme chỉ bị thương, đã được chữa lành.
Phó thủ tướng Ingvar Carlsson lập tức đảm nhiệm chức thủ tướng và chức lãnh tụ mới của đảng Dân chủ Xã hội thay Olof Palme.

## Danh mục sách
- Antman, Peter; Schori, Pierre (1996), Olof Palme: den gränslöse reformisten, Stockholm: Tiden, ISBN 91-518-2948-7
- Arvidsson, Claes (2007), Olof Palme: med verkligheten som fiende, Stockholm: Timbro, ISBN 978-91-7566-539-9
- Åsard, Erik (2002), Politikern Olof Palme, Stockholm: Hjalmarson & Högberg, ISBN 91-89080-88-2
- Björk, Gunnela (2006), Olof Palme och medierna, Umeå: Boréa, ISBN 91-89140-45-1
- Ekengren, Ann-Marie (2005), Olof Palme och utrikespolitiken: Europa och Tredje världen, Umeå: Boréa, ISBN 91-89140-41-9
- Elmbrant, Björn (1996), Palme (ấn bản thứ 2), Stockholm: Fischer, ISBN 91-7054-797-1
- Fredriksson, Gunnar (1986), Olof Palme, Stockholm: Norstedt, ISBN 91-1-863472-9
- Gummesson, Jonas (2001), Olof Palmes ungdomsår: bland nazister och spioner, Stockholm: Ekerlid, ISBN 91-88595-95-1
- Haste, Hans; Olsson, Lars Erik; Strandberg, Lars; Adler, Arne (1986), Boken om Olof Palme: hans liv, hans gärning, hans död, Stockholm: Tiden, ISBN 91-550-3218-4
- Hermansson, Håkan; Wenander, Lars (1987), Uppdrag: Olof Palme: hatet, jakten, kampanjerna, Stockholm: Tiden, ISBN 91-550-3340-7
- Isaksson, Christer (1995), Palme privat: i skuggan av Erlander, Stockholm: Ekerlid, ISBN 91-88594-36-X
- Kullenberg, Annette (1996), Palme och kvinnorna, Stockholm: Brevskolan, ISBN 91-574-4512-5
- Larsson, Ulf (2003), Olof Palme och utbildningspolitiken, Stockholm: Hjalmarson & Högberg, ISBN 91-89660-24-2
- Malm-Andersson, Ingrid (2001), Olof Palme: en bibliografi, Hedemora: Arbetarrörelsens arkiv och bibliotek, ISBN 91-7844-349-0
- Östberg, Kjell (2008), I takt med tiden: Olof Palme 1927-1969, Stockholm: Leopard, ISBN 978-91-7343-208-5
- Östergren, Bertil (1984), Vem är Olof Palme?: ett politiskt porträtt, Stockholm: Timbro, ISBN 91-7566-037-7
- Palme, Claës (1986), Olof Palme, Helsinki: Kirjayhtymä, ISBN 951-26-2963-1
- Palme, Olof (1984), Sveriges utrikespolitik: anföranden, Stockholm: Tiden, ISBN 91-550-2948-5
- Palme, Olof (1986), Politik är att vilja (ấn bản thứ 3), Stockholm: Prisma, ISBN 91-518-2045-5
- Palme, Olof (1986), Att vilja gå vidare (ấn bản thứ 2), Stockholm: Tiden, ISBN 91-550-3224-9
- Palme, Olof; Richard, Serge; Åkerman, Nordal (1977), Med egna ord: samtal med Serge Richard och Nordal Åkerman, Uppsala: Bromberg, ISBN 91-85342-32-7
- Palme, Olof; Dahlgren, Hans (1987), En levande vilja, Stockholm: Tiden, ISBN 91-550-3225-7
- Palme, Olof; Hansson, Sven Ove; Dahlgren, Hans (1996), Palme själv: texter i urval, Stockholm: Tiden, ISBN 91-518-2947-9
- Palme, Olof (2006), Solidaritet utan gränser: tal och texter i urval, Stockholm: Atlas, ISBN 91-7389-219-X
- Peterson, Thage G. (2002), Olof Palme som jag minns hono, Stockholm: Bonnier, ISBN 91-0-058042-2
- Strand, Dieter (1977), Palme mot Fälldin: rapporter från vägen till nederlaget, Stockholm: Rabén & Sjögren, ISBN 91-29-50309-4
- Strand, Dieter (1980), Palme igen?: scener ur en partiledares liv, Stockholm: Norstedt, ISBN 91-1-801351-1
- Strand, Dieter (1986), Med Palme: scener ur en partiledares och statsministers liv, Stockholm: Norstedt, ISBN 91-1-861431-0
- Svedgård, Lars B. (1970), Palme: en presentation, Stockholm: Rabén & Sjögren, ISBN 99-0110911-6
- Zachrisson, Birgitta; Alandh, Tom; Henriksson, Björn (1996), Berättelser om Palme, Stockholm: Norstedt, ISBN 91-1-960002-X